# James Murray (skådespelare)
James Murray, född 22 januari 1975 i Manchester, är en brittisk skådespelare.
Murray har bland annat medverkat i TV-serierna Masters of the Air och The Crown där han spelade prins Andrew. Han har även medverkat i filmen Lee.

## Filmografi (i urval)
- 2022–2023 – The Crown (TV-serie)
- 2023 – Lee
- 2024 – Masters of the Air (TV-serie)